# Danh sách nhà thiết kế thời trang
Dưới đây là bản danh sách các nhà thiết kế thời trang tiêu biểu được phân loại theo quốc tịch. Ở đây bao gồm cả các nhà mốt trong may đo cao cấp lẫn quần áo may sẵn.
Đối với các nhà mốt chỉ chuyên may đo cao cấp, xem danh sách nhà thiết kế thời trang tên tuổi lớn. Đối với các nhà thiết kế da giày, xem danh sách nhà thiết kế da giày trên thế giới.

## Argentina
- Sofia Achaval de Montaigu
- Delia Cancela
- Alan Faena
- Franc Fernandez
- Gustavo Cadile
- Jazmín Chebar
- Paco Jamandreu
- Dalila Puzzovio
- Elsa Serrano
- Vanessa Seward
- Aitor Throup
- Pilar Zeta

## Armenia
- Emin Bolbolian
- Kevork Shadoyan

## Úc
- Prue Acton
- Peter Alexander
- Yeojin Bae
- Jenny Bannister
- Nadia Bartel
- Zara Bate
- Lucas Bowers
- Leigh Bowery
- Linda Britten
- Ray Brown
- Sarah-Jane Clarke
- Claudia Chan Shaw
- Flora Cheong-Leen
- Susien Chong
- Christopher Chronis
- Lorna Jane Clarkson
- Kay Cohen
- Wayne Cooper
- Keri Craig-Lee
- John Crittle
- Liz Davenport
- Rachel Dean
- Collette Dinnigan
- Leona Edmiston
- Pip Edwards
- Christopher Essex
- Enid Gilchrist
- Harlette De Falaise
- Nicola Finetti
- Camilla Freeman-Topper
- Frederick Fox
- Camilla Franks
- Joshua Goot
- Lisa Gorman
- Juli Grbac
- Melanie Greensmith
- Alannah Hill
- Elvie Hill
- Jessie Hill
- Lisa Ho
- Jennifer Hocking
- Akira Isogawa
- Linda Jackson
- Peter Jackson
- Beril Jents
- Rebecca Judd
- Storm Keating
- Jenny Kee
- Steven Khalil
- Dion Lee
- Bettina Liano
- Jacob Luppino
- Virginia Martin
- Alice McCall
- Toni Matičevski
- Dannii Minogue
- Peter Morrissey
- Ivy May Pearce
- Alex Perry
- Katie Perry
- Anthony Pittorino
- Neville Quist
- Tamara Ralph
- Joe Saba
- Bruno Schiavi
- Bob Schulz
- Sheila Scotter
- Dan Single
- Bianca Spender
- Paula Stafford
- Ruth Tarvydas
- Shona Joy Thatcher
- Sophia Tolli
- Richard Tyler
- Paul Vasileff
- Erica Wardle
- Johanna Weigel
- Bowie Wong
- Lisa Xu
- Carla Zampatti
- Aheda Zanetti
- Gary Zecevic

## Áo
- Werner Baldessarini
- Sigmar Berg
- Eva Maria Düringer Cavalli
- Emilie Louise Flöge
- Gertrud Höchsmann
- Nina Hollein
- Emma Jacobsson
- Andreas Kronthaler
- Helmut Lang
- Michael Lanner
- Birgit C. Muller
- Moriz Piffl-Perčević
- Ruth Rogers-Altmann
- Jutta Sika

## Bangladesh
- Maheen Khan
- Bibi Russell
- Asma Sultana

## Barbados
- Rihanna

## Belarus
- Apti Eziev
- Dmitry Sholokhov

## Bỉ
- Valentine Avoh
- Maggy Baum
- Dirk Bikkembergs
- Veronique Branquinho
- Christophe Coppens
- Tim Coppens
- Jules-François Crahay
- Angele Delanghe
- Ann Demeulemeester
- Honorine Deschrijver
- Désirée zu Hohenlohe-Langenburg
- Cedric Jacquemyn
- Martin Margiela
- Bruno Pieters
- Cathy Pill
- Elvis Pompilio
- Ann Salens
- Raf Simons
- Olivier Strelli
- Olivier Theyskens
- Kaat Tilley
- Jeanne Toussaint
- Kris Van Assche
- Walter Van Beirendonck
- Dries van Noten
- Anthony Vaccarello
- Édouard Vermeulen

## Belize
- Rebecca Stirm

## Bolivia
- Vanessa Alfaro
- Beatriz Canedo Patiño
- Monica Moss
- Eliana Paco Paredes

## Bosnia
- Adnan Hajrulahović (Haad)

## Brasil
- Camila Alves
- Zuzu Angel
- Bruno Basso
- Alexandre Birman
- Georgina Brandolini d'Adda
- Barbara Casasola
- Igor Cavalera
- Francisco Costa
- Adriana Degreas
- Tufi Duek
- Alexandre Herchcovitch
- Clodovil Hernandes
- Lorenzo Merlino
- Alessandra Meskita
- Oskar Metsavaht
- Carlos Miele
- Inacio Ribeiro
- Amir Slama
- Iracema Trevisan
- Carlos Tufvesson
- Diego Vanassibara
- Ocimar Versolato

## Bulgaria
- Myléna Atanassova
- Viliana Georgieva
- Kiko Kostadinov

## Myanmar
- Ahlatt Lumyang
- Myo Minn Soe
- May Myat Waso
- Steven Oo
- Mogok Pauk Pauk

## Burundi
- Cynthia Munwangari

## Campuchia
- Eric Raisina

## Cameroon
- Imane Ayissi
- Mireille Nemale

## Canada
- Atuat Akkitirq
- Marcel B. Aucoin
- Susan Avingaq
- Lida Baday
- Brian Bailey
- Christopher Bates
- Tammy Beauvais
- Tishynah Buffalo
- Nicole Camphaug
- Dean and Dan Caten
- Simon Chang
- Dov Charney
- Edison Chen
- Ian H. Cooper
- Douglas Coupland
- Patrick Cox
- Mario Davignon
- MLMA
- Angela DeMontigny
- Steve Dubbeldam
- Ashley Ebner
- John Fluevog
- Sunny Fong
- Ariel Garten
- Dorothy Grant
- Elora Hardy
- Adrianne Ho
- Rad Hourani
- Bruno Ierullo
- Aurora James
- Tara Jarmon
- Victoria Kakuktinniq
- Lloyd Klein
- Jeremy Laing
- Avril Lavigne
- Edeline Lee
- Devon Halfnight LeFlufy
- Dan Liu
- Charles Lu
- Linda Lundström
- Margeaux
- Liam Massaubi
- Pat McDonagh
- Joe Mimran
- Paul Minichiello
- Erdem Moralıoğlu
- Melaw Nakehk'o
- Mina Napartuk
- Sid Neigum
- Sage Paul
- Marie-Paule Nolin
- Aaju Peter
- Ruth Qaulluaryuk
- Richard Robinson
- Arnold Scaasi
- Céline Semaan Vernon
- Bojana Sentaler
- Kim Smiley
- George Sully
- Alfred Sung
- Luke Tanabe
- Tanya Taylor
- Collin Thompson
- Marion Tuu'luq
- Malorie Urbanovitch
- Liz Vandal
- Rita Vinieris
- Shannon Wilson
- Adrienne Wu
- Jason Wu

## Chad
- Benjamin Kirchhoff

## Chile
- Maria Cornejo

## Trung Quốc
- Edison Chen
- Movana Chen
- Betty Clemo
- Guo Pei
- Kenny Ho
- Vivienne Hu
- Ma Ke
- Titi Kwan
- Eddie Lau
- Henry Lau
- Chris Liu
- Lü Yan
- Masha Ma
- Kevin Poon
- Vivienne Poy
- John Rocha
- Vivienne Tam
- William Tang
- Oscar Udeshi
- Momo Wang
- Taoray Wang
- Yu Feng
- Lan Yu
- Nellie Yu Roung Ling

## Colombia
- Esteban Cortázar
- Silvia Tcherassi

## Croatia
- Boris Banović
- Damir Doma
- Žuži Jelinek
- Olja Luetić
- Mandali Mendrilla

## Cuba
- Fabiola Arias
- Lisandra Ramos
- Isabel Toledo

## CH Síp
- Mustafa Aslanturk
- Hussein Chalayan
- Nicolas Petrou

## CH Séc
- Zika Ascher
- Sidonie Grünwald-Zerkowitz
- Betty Yokova

## Đan Mạch
- Malene Birger
- Louise Lyngh Bjerregaard
- Lilly Brændgaard
- Erik Brandt
- Margit Brandt
- Helena Christensen
- Charlotte Eskildsen
- Julie Fagerholt
- Grethe Glad
- Barbara í Gongini
- Liffa Gregoriussen
- Bente Hammer
- Lars Hillingsø
- Peter Ingwersen
- Peter Jensen
- Anne Sofie Madsen
- Bitte Kai Rand
- Louise Sandberg
- Aage Thaarup
- Henrik Vibskov
- Ole Yde

## CH Dominica
- Sully Bonnelly
- Monica Boyar
- José Durán
- Hernan Lander
- Jenny Polanco
- Jackie Sencion
- Manuel Tarrazo
- Oscar de la Renta

## Ecuador
- Roberto de Villacis

## El Salvador
- Francesca Miranda

## Estonia
- Diana Arno
- Roberta Einer

## Ethiopia
- Amsale Aberra
- Fikirte Addis
- Mahlet Afework

## Phần Lan
- Antti Asplund
- Sandra Hagelstam
- Katriina Haikala
- Riitta Immonen
- Maija Isola
- Samu-Jussi Koski
- Teuvo Loman
- Vilma Metter
- Vuokko Nurmesniemi
- Mert Otsamo
- Sveta Planman
- Saara

## Pháp

### A-G
- Farah Molly
- Haider Ackermann
- Gaby Aghion
- Madame Agnès
- Gérard Albouy
- Mademoiselle Alexandre
- Joseph Altuzarra
- Jérémy Amelin
- Adeline André
- Christian Audigier
- Augustabernard (Augusta Bernard)
- Dominique Aurientis
- Loris Azzaro
- agnès b.
- Vitaldi & Maurice Babani
- Pierre Balmain
- Jean Barthet
- Anne Marie Beretta
- Le Sieur Beaulard
- Rose Bertin
- Marc Bohan
- Vera Borea
- Coco Brandolini d'Adda
- Vanessa Bruno
- Marie-Louise Bruyère
- Herminie Cadolle
- Serge Cajfinger
- Callot Soeurs
- Émile Camuset
- Pierre Cardin
- Marie-Louise Carven
- Jean-Charles de Castelbajac
- Louis-Marie de Castelbajac
- Coco Chanel
- Christofle Charvet
- Marcelle Chaumont
- Louise Chéruit
- Robert Clergerie
- Marie-Françoise Corot
- André Courrèges
- Jeanne Damas
- Christophe Decarnin
- Zahia Dehar
- Jean Dessès
- Kostio de War
- Rehane Yavar Dhala
- Mohamed Dia
- Christian Dior
- Georges Doeuillet
- Marcelle Dormoy
- Jacques Doucet
- Marie Madeleine Duchapt
- Pierre-Alexis Dumas
- Madame Eloffe
- Benoît-Pierre Emery
- Nicole Farhi
- Jacques Fath
- Louis Féraud
- Anne Fontaine
- Julien Fournié
- Inès de La Fressange
- Maud Frizon
- Jean Paul Gaultier
- Katell Gélébart
- Nicolas Ghesquière
- Hubert de Givenchy
- Michel Goma
- Madame Grès
- Jacques Griffe
- Jacques Guarrigue-Lefèvre

### H-N
- Sophie Habsburg
- Pierre Hardy
- Anne Valérie Hash
- Daniel Hechter
- Jacques Heim
- Madame Herbault
- Simon Porte Jacquemus
- Bouchra Jarrar
- Christophe Josse
- Charles Jourdan
- Philip Karto
- Emmanuelle Khanh
- Michel Klein
- Romain Kremer
- Bernard Lacoste
- René Lacoste
- Christian Lacroix
- Madeleine Laferrière
- Frédéric Luca Landi
- Jeanne Lanvin
- Ted Lapidus
- Guy Laroche
- Alexis Lavigne
- Françoise Leclerc
- Didier Lecoanet
- Germaine Lecomte
- Lucien Lelong
- Lolita Lempicka
- Hervé Leroux
- Louis Hippolyte Leroy
- Julie de Libran
- Christian Louboutin
- Serge Lutens
- Alexis Mabille
- Catherine Malandrino
- Alain Manoukian
- Isabel Marant
- Léo Marciano
- Maripol
- Natacha Marro
- Paul Mausner
- Frank Mechaly
- Sophie Mechaly
- Rodolphe Menudier
- Sébastien Meunier
- Simone Mirman
- Caroline Montagne Roux
- Claude Montana
- Gilles Montezin
- Roland Mouret
- Thierry Mugler
- Henriette Negrin

### O-Z
- Andre Oliver
- Mademoiselle Pagelle
- Madame Palmyre
- Jeanne Paquin
- Jean Patou
- Mr Pearl
- Lucien Pellat-Finet
- André Perugia
- Phoebe Philo
- Christine Phung
- Paloma Picasso
- Hervé Pierre
- Robert Piguet
- Octavio Pizarro
- Paul Poiret
- Lola Prusac
- Louis Réard
- Caroline Reboux
- Jane Régny
- Cécile Reinaud
- Rose Repetto
- Julia Restoin Roitfeld
- Jacqueline de Ribes
- Nina Ricci
- Marcel Rochas
- Stéphane Rolland
- Michèle Rosier
- Maggy Rouff
- Olivier Rousteing
- Francois Russo
- Sonia Rykiel
- Jenny Sacerdote
- Hemant Sagar
- Claude Saint-Cyr
- Hélène de Saint Lager
- Yves Saint Laurent
- Jean-Louis Scherrer
- Marine Serre
- Maxime Simoëns
- Dominique Sirop
- Martine Sitbon
- Hedi Slimane
- Ginette Spanier
- Franck Sorbier
- Sophie Theallet
- Éric Tibusch
- Dina Tiktiner Viterbo
- Dominic Toubeix
- Ramdane Touhami
- Emanuel Ungaro
- Nadège Vanhee-Cybulski
- Alexandre Vauthier
- Philippe Venet
- Virginie Viard
- Madame Victorine
- Madame Vignon
- Madeleine Vionnet
- Madame Virot
- Roger Vivier
- Louis Vuitton
- Yiqing Yin
- Madame Yteb

## Gruzia
- Ekaterine Abuladze
- Anouki Areshidze
- Avtandil
- Bessarion
- Lako Bukia
- Keti Chkhikvadze
- Teona Gardapkhadze
- Demna Gvasalia
- Ria Keburia
- David Koma
- Keto Mikeladze
- Aka Nanitashvili
- Irakli Nasidze
- Tatuna Nikolaishvili
- Irina Shabayeva
- Tamar and Natasha Surguladze

## Đức
- Torsten Amft
- Iris von Arnim
- Barbara Becker
- Gunda Beeg
- Anna Ben-Yusuf
- Maria Bogner
- Willy Bogner, Sr.
- Willy Bogner, Jr.
- Hugo Boss
- Gregor Clemens
- Adolf Dassler
- Rudolf Dassler
- Barbara Engel
- Susanne Erichsen
- Robert Geller
- Harald Glööckler
- Anja Gockel
- Eva Gronbach
- Otto Ludwig Haas-Heye
- Uli Herzner
- Mafalda von Hessen
- Claudia Hill
- Wolfgang Joop
- Heidi Klum
- Guido Maria Kretschmer
- Karl Lagerfeld
- Frank Leder
- Rolf Leeser
- Sonja de Lennart
- Margaretha Ley
- Markus Lupfer
- Georg Lux
- Tomas Maier
- Maria May
- Michael Michalsky
- Rudolph Moshammer
- Anna Muthesius
- Heinz Oestergaard
- Leyla Piedayesh
- Philipp Plein
- Christian Roth
- Boris Bidjan Saberi
- Jil Sander
- Claudia Schiffer
- Wiebke Siem
- Alex Stenzel
- Stefan Szczesny
- Gerhard Weber
- Bernhard Willhelm
- Tilmann Wröbel
- Noah Wunsch

## Ghana
- Joyce Ababio
- Tetteh Adzedu
- Kofi Ansah
- Aisha Ayensu
- Kwaku Bediako
- Ophelia Crossland
- Cecil Duddley Mends
- Kofi Okyere Darko
- Kabutey and Sumaiya Dzietror
- Samata Pattinson
- Mabel Simpson
- Abena Takyiwa
- Maame Esi Acquah Taylor
- Sally Torpey
- Nana Kwasi Wiafe

## Hy Lạp
- Christos Costarellos
- Kiki Divaris
- Yiannis Evangelides
- Celia Kritharioti
- Eleni Kyriacou
- Panos Papadopoulos
- Sakis Rouvas
- Yiannis Tseklenis
- Sotirios Voulgaris

## Haiti
- Regine Chevallier
- Azéde Jean-Pierre

## Hungary
- Etienne Aigner
- Zoltán Herczeg
- Mariska Karasz
- Emeric Partos
- Katalin zu Windisch-Graetz

## Iceland
- Guðmundur Jörundsson
- Sruli Recht
- Steinunn Sigurðardóttir

## Ấn Độ

### A-L
- Anaita Shroff Adajania
- Erum Ali
- Muzaffar Ali
- Manish Arora
- Bhanu Athaiya
- Varija Bajaj
- Rohit Bal
- Nachiket Barve
- Maxima Basu
- Ritu Beri
- Sangeeta Boochra
- Aparna Chandra
- Troy Costa
- Joy Crizildaa
- Lalit Dalmia
- Ruma Devi
- Rina Dhaka
- Rehane Yavar Dhala
- Anita Dongre
- James Ferreira
- Prasantt Ghosh
- Surily Goel
- Masaba Gupta
- Omi Gurung
- Asma Hussain
- Poornima Indrajith
- Indrans
- Dolly Jain
- Madhu Jain
- Payal Jain
- Anand Jon
- Beena Kannan
- Alvira Khan Agnihotri
- Gauri Khan
- Naeem Khan
- Sussanne Khan
- Anamika Khanna
- Radhika Khanna
- Manoviraj Khosla
- Rohit Khosla
- Sandeep Khosla
- Archana Kochhar
- Ritu Kumar
- Neeta Lulla

### M-Z
- Nandita Mahtani
- Manish Malhotra
- Asmita Marwa
- Shantanu and Nikhil Mehra
- Rahul Mishra
- Ayushman Mitra
- Anju Modi
- Bibhu Mohapatra
- Lucky Morani
- Sabyasachi Mukherjee
- Robert Naorem
- Aki Narula
- Shaina NC
- Deepali Noor
- Ruchika Pandey
- Agnimitra Paul
- Vikram Phadnis
- Pernia Qureshi
- Malvika Raj
- Amritha Ram
- Poornima Ramaswamy
- Raghavendra Rathore
- Rocky Star
- Wendell Rodricks
- S.B. Satheeshan
- Anjana Seth
- Esha Sethi Thirani
- Kalpana Shah
- Komal Shahani
- Jishad Shamsudeen
- Barkha Sharma
- Sheetal Sharma
- Suvigya Sharma
- Reza Shariffi
- Mana Shetty
- Anaita Shroff Adajania
- Satish Sikha
- Anna Singh
- Govind Kumar Singh
- Leena Singh
- Rajesh Pratap Singh
- Sameera Saneesh
- Sonakshi Sinha
- Sidney Sladen
- Nalini Sriram
- Tarun Tahiliani
- Sakhi Thomas
- JJ Valaya
- Anu Vardhan
- Suneet Varma
- Varsha Wadhwa
- Maral Yazarloo
- Nidhi Yasha

## Indonesia
- Anne Avantie
- Asha Smara Darra
- Ardistia Dwiasri
- Sebastian Gunawan
- Peggy Hartanto
- Anniesa Hasibuan
- Didit Hediprasetyo
- Yovita Meta
- Obin (Josephine Komara)
- Susanna Perini
- Tex Saverio
- Vicky Shu
- Auguste Soesastro
- Heaven Tanudiredja
- Iwan Tirta
- Biyan Wanaatmadja

## Iran
- Farnaz Abdoli
- Ray Aghayan
- Haman Alimardani
- Pegah Anvarian
- Bijan (Bijan Pakzad)
- Cleopatra Birrenbach
- Paria Farzaneh
- Mimi Fayazi
- Shirin Guild
- Keyvan Khosrovani
- Arefeh Mansouri
- Sareh Nouri
- Zahra Yarahmadi
- Maral Yazarloo
- Mahla Zamani

## Iraq
- Reem Alasadi
- Hana Sadiq
- Tamara Salman
- Salim al-Shimiri
- Zeena Zaki

## Ireland
- Sinéad Burke
- John Cavanagh
- Pauline Clotworthy
- Sybil Connolly
- Paul Costelloe
- Pat Crowley
- Michael Donnellan
- Irene Gilbert
- Daphne Guinness
- Daniel Kearns
- Louise Kennedy
- Lainey Keogh
- Daryl Kerrigan
- Orla Kiely
- Richard Malone
- Miriam Mone
- Digby Morton
- Neillí Mulcahy
- Don O'Neill
- Jacqueline Quinn
- Simone Rocha
- Ciaran Sweeney
- Pauric Sweeney
- Philip Treacy
- Sharon Wauchob

## Israel
- Yigal Azrouël
- Berta Balliti
- Maya Bash
- Lola Beer Ebner
- Rinat Brodach
- Ronen Chen
- Inbal Dror
- Adi Gil
- Lea Gottlieb
- Ronen Jehezkel
- Hila Klein
- Galia Lahav
- Alon Livne
- Nili Lotan
- Danit Peleg
- Noa Raviv
- Yotam Solomon
- Elie Tahari
- Pnina Tornai
- Ruti Zisser

## Italia

### A-E
- Loris Abate
- Edina Altara
- Maria Antonelli
- Giorgio Armani
- Renato Balestra
- Rocco Barocco
- Sara Battaglia
- Laura Biagiotti
- Marzia Bisognin
- Elvira Leonardi Bouyeure
- Giuliana Camerino
- Rene Caovilla
- Ennio Capasa
- Roberto Capucci
- Domenico Caraceni
- Consuelo Castiglioni
- Orsola de Castro
- Roberto Cavalli
- Emilio Cavallini
- Nino Cerruti
- Marco Coretti
- Corneliani
- Ugo Correani
- Enrico Coveri
- Lydia de Crescenzo
- Brunello Cucinelli
- Antonio D'Amico
- Alessandro Dell'Acqua
- Mariano Di Vaio
- Domenico Dolce
- José Eisenberg

### F-M
- Alessandra Facchinetti
- Anna Fendi
- Ilaria Venturini Fendi
- James Ferragamo
- Salvatore Ferragamo
- Wanda Ferragamo
- Gianfranco Ferré
- Alberta Ferretti
- Marta Ferri
- Elio Fiorucci
- Giovanna Fontana
- Graziella Fontana
- Micol Fontana
- Zoe Fontana
- Nicola Formichetti
- Mariano Fortuny
- Virginia von Fürstenberg
- Stefano Gabbana
- Irene Galitzine
- Maria Monaci Gallenga
- Fernanda Gattinoni
- Rosa Genoni
- Giancarlo Giammetti
- Frida Giannini
- Romeo Gigli
- Massimiliano Giornetti
- Gisella Giovenco
- Adriano Goldschmied
- Maria Grazia Chiuri
- Olga di Grésy
- Aldo Gucci
- Guccio Gucci
- Paolo Gucci
- Domitilla Harding
- Rossella Jardini
- Stella Jean
- Max Kibardin
- Marzia Kjellberg
- Agostino Lanfranchi
- André Laug
- Angelo Litrico
- Gianfranco Lotti
- Bruno Magli
- Mariuccia Mandelli
- Achille Maramotti
- Valeria Marini
- Alviero Martini
- Germana Marucelli
- Roberto Faraone Mennella
- Alessandro Michele
- Angela Missoni
- Margherita Missoni
- Ottavio Missoni
- Anna Molinari
- Franco Moschino

### N-Z
- Massimo Osti
- Cesare Paciotti
- Pietro Loro Piana
- Pierpaolo Piccioli
- Stefano Pilati
- Mario Prada
- Miuccia Prada
- Alby Sabrina Pretto
- Emilio Pucci
- Rose Repetto
- Eva Rorandelli
- Sergio Rossi
- Renzo Rosso
- Francesco Rulli
- Fausto Sarli
- Alessandro Sartori
- Andrea Sassetti
- Elsa Schiaparelli
- Mila Schön
- Emilio Schuberth
- Francesco Smalto
- Luciano Soprani
- Simonetta Stefanelli
- Sergio Tacchini
- Jamal Taslaq
- Thayaht
- Anne Tirocchi
- Laura Tirocchi
- Riccardo Tisci
- Nicola Trussardi
- Valentino
- Giambattista Valli
- Jole Veneziani
- Giancarlo Venturini
- Donatella Versace
- Gianni Versace
- Lucila Mara de Vescovi Whitman
- Fabrizio Viti
- Marco Zanini
- Giuseppe Zanotti
- Ermenegildo Zegna
- Italo Zucchelli

## Bờ Biển Ngà
- O'Plérou Grebet
- Loza Maléombho

## Nhật Bản
- Sara Arai
- Jun Ashida
- Tae Ashida
- Chiaki
- Tsumori Chisato
- Tsuyoshi Domoto
- Limi Feu
- Hiroshi Fujiwara
- Sayo Hayakawa
- Nobuki Hizume
- Eiko Ishioka
- Masato Jones
- Uno Kanda
- Rei Kawakubo
- Kenzō
- Takeo Kikuchi
- Wakako Kishimoto
- Kiyoharu
- Mako Kojima
- Satoshi Kondo
- Yoshiyuki Konishi
- Michiko Koshino
- Mana
- Eri Matsui
- Meg
- Akina Minami
- Issey Miyake
- Sarah Miyazawa LaFleur
- Hanae Mori
- Tomoaki Nagao
- Kiyoharu Mori
- Tayuka Nakanishi
- Hirooko Naoto
- Nigo
- Jotaro Saito
- Mariko Shinoda
- Tadashi Shoji
- Daiki Suzuki
- Jun Takahashi
- Toshinosuke Takegahara
- Novala Takemoto
- Akira Takeuchi
- Junya Tashiro
- Noritaka Tatehana
- Kosuke Tsumura
- Charles Tsunashima
- Aya Ueto
- Chinatsu Wakatsuki
- Junya Watanabe
- Naomi Watanabe
- Sayoko Yamaguchi
- Kansai Yamamoto
- Yohji Yamamoto
- Yoshiki
- Sugino Yoshiko
- Junko Yoshioka

## Kosovo
- Dejzi
- Lirika Matoshi
- Teuta Matoshi

## Cô-oét
- Ascia AKF
- Nejoud Boodai

## Latvia
- Gints Bude
- Olga Peterson
- Katya Shehurina

## Li-băng
- Reem Acra
- Huguette Caland
- Georges Chakra
- Sonia Fares
- Nour Hage
- Georges Hobeika
- Nicolas Jebran
- Rabih Kayrouz
- Abed Mahfouz
- Sandra Mansour
- Zuhair Murad
- Robert Abi Nader
- Elie Saab
- Nemer Saade
- Gaby Saliba
- Basil Soda
- Tony Ward

## Litva
- Lena Himmelstein
- Stanislovas Jančiukas
- Zita Kreivytė

## Malawi
- Lily Alfonso
- Lillian Koreia
- Vanessa Nsona

## Malaysia
- Shila Amzah
- Bernard Chandran
- Jimmy Choo
- Farah Khan
- Rena Koh
- Beatrice Looi
- Melinda Looi
- Richard Rivalee
- Rupert Sanderson
- Edmund Ser
- Nor Aini Shariff
- Zang Toi

## Mali
- Malamine Koné
- Lamine Badian Kouyaté
- Chris Seydou

## Mauritius
- Yuvna Kim

## México
- Christian Cota
- Ricardo Covalin
- Manuel Cuevas
- Carla Fernández
- Dolores Gonzales
- Paola Hernandez
- Eduardo Lucero
- Raul Melgoza
- Mario Moya
- Luz Pavon
- Cristina Pineda
- John Saldivar
- Bárbara Sánchez-Kane
- José María Torre
- Ximena Valero

## Maroc
- Alber Elbaz
- Joseph Ettedgui
- Paul Marciano

## Nepal
- Shail Upadhya
- Prabal Gurung

## Hà Lan
- Sharon den Adel
- Koos Van Den Akker
- Laila Aziz
- Martyn Bal
- Wilbert Das
- Marlies Dekkers
- Dominique van Dijk
- Sergio van Dijk
- Pauline van Dongen
- Catta Donkersloot
- Lidewij Edelkoort
- Kurt Elshot
- Camiel Fortgens
- Olcay Gulsen
- Michael van der Ham
- Monique van Heist
- Iris van Herpen
- Nick van Hofwegen
- Viktor Horsting
- Percy Irausquin
- Ronald van der Kemp
- Marijke Koger
- Bas Kosters
- Addy van den Krommenacker
- Christian Lagerwaard
- Josje Leeger
- Fong Leng
- Frans Molenaar
- Annelies Nuy
- Marvin Oduber
- Sanae Orchi
- Simon Posthuma
- Alexander van Slobbe
- Rolf Snoeren
- Jan Taminiau
- Josephus Thimister
- Marly van der Velden
- Babette Venderbos
- Mart Visser
- Edgar Vos
- Sascha Warmenhoven
- Sven Westendorp
- Angelique Westerhof

## New Zealand
- Margo Barton
- Annie Bonza
- Fanny Buss
- Trelise Cooper
- Kristine Crabb
- Liz Findlay
- Judy Gao
- Trish Gregory
- Malcolm Harrison
- Anouska Hempel
- Susan Holmes
- Kerrie Hughes
- Emma Knuckey
- Denise L'Estrange-Corbet
- Candy Lane
- Lindah Lepou
- Vinka Lucas
- Flora MacKenzie
- Konstantina Moutos
- Bruce Papas
- Doris de Pont
- Sally Ridge
- Margi Robertson
- Kate Sylvester
- Joan Talbot
- Rebecca Taylor
- Karen Walker
- Emilia Wickstead

## Niger
- Alphadi (Seidnally Sidhamed)

## Nigeria
- Omoyemi Akerele
- Folorunsho Alakija
- Asi Archibong-Arikpo
- Mai Atafo
- Ituen Basi
- Folake Coker
- Lanre da Silva
- Maryam Elisha
- Lisa Folawiyo
- Reni Folawiyo
- Yeni Kuti
- Muma Gee
- Dumebi Iyamah
- Adejoke Lasisi
- Ugo Mozie
- Clement Mudiaga Enajemo
- Isoken Ogiemwonyi
- Mowalola Ogunlesi
- Og Okonkwo
- Duro Olowu
- Amaka Osakwe
- Yemi Osunkoya
- Deola Sagoe
- Sasha P
- Sexy Steel
- Ejiro Amos Tafiri
- Shade Thomas-Fahm
- Patience Torlowei
- Wavy the Creator

## Bắc Macedonia
- Risto Bimbiloski
- Nikola Eftimov
- Marjan Pejoski

## Na Uy
- Kristian Aadnevik
- Anne Helene Gjelstad
- Fam Irvoll
- William Duborgh Jensen
- Andreas Melbostad
- Gunhild Nygaard
- Pontine Paus
- Julie Skarland
- Per Spook

## Pakistan
- Vaneeza Ahmad
- Aijaz Aslam
- Mehmood Bhatti
- Zainab Chottani
- Sarah Gandapur
- Nadia Hussain
- Junaid Jamshed
- Maheen Khan
- Sadaf Malaterre
- Omar Mansoor
- Sania Maskatiya
- Deepak Perwani
- Kamiar Rokni
- Wardha Saleem
- Shamoon Sultan
- Hassan Sheheryar Yasin

## Panama
- Federico Visuetti

## Papua New Guinea
- Sarah Haoda Todd

## Peru
- Mocha Graña
- Alessandra de Osma

## Philippines
- Michael Cinco
- Ito Curata
- Mich Dulce
- Christian Espiritu
- Ben Farrales
- Jasper Garvida
- Sassa Jimenez
- Monique Lhuillier
- Imelda Marcos
- Lesley Mobo
- Pitoy Moreno
- Puey Quiñones
- Andre Soriano
- Rosenthal Tee
- Kermit Tesoro
- Mak Tumang
- Ramón Valera

## Ba Lan
- Roma Gąsiorowska
- Joanna Horodyńska
- Barbara Hulanicki
- Monika Jaruzelska
- Michael Maximilian
- Ewa Minge
- Anna Potok
- Henri Strzelecki
- Dawid Tomaszewski
- Dawid Woliński
- Xymena Zaniewska-Chwedczuk
- Maciej Zien
- Karolina Zmarlak

## Bồ Đào Nha
- Paulo Almeida
- Felipe Oliveira Baptista
- Luís Buchinho
- Fátima Lopes
- Marta Marques
- Isilda Pelicano
- Ricardo Preto

## Puerto Rico
- Carlota Alfaro
- Franco Lacosta
- Nono Maldonado
- Lisa Thon

## Rumani
- Ioana Ciolacu
- Amina Muaddi
- Dorin Negrau
- Narcisa Pheres
- Irina Schrotter
- Joseph Seroussi
- Ben Zuckerman

## LB Nga
- Aslan Ahmadov
- Olga Bulbenkova
- Erté
- Angela Donhauser
- Oxana Fedorova
- Irina Fedotova
- Sultanna Frantsuzova
- Natalia Goncharova
- Irina Khakamada
- Nadezhda Lamanova
- Katya Lee
- Radmila Lolly
- Ekaterina Malysheva
- Leon Max
- Jana Nedzvetskaya
- Kira Plastinina
- Alexandre Plokhov
- Nicolas Putvinski
- Gosha Rubchinskiy
- Ulyana Sergeenko
- Denis Simachev
- Alexey Sorokin
- Natalia Valevskaya
- Helen Yarmak
- Valentin Yudashkin
- Vyacheslav Zaitsev
- Dasha Zhukova

## Ruanda
- Sonia Mugabo

## Ả Rập Xê Út
- Adnan Akbar
- Yahya Al Bishri
- Amina Al Jassim

## Senegal
- Papis Loveday
- Oumou Sy

## Serbia
- Mihalo Anusic
- Jelena Behrend
- Melina Džinović
- Roksanda Ilincic
- Nevena Ivanović
- Ines Janković
- Sara Jovanović
- Sonja Jocić
- Nikolija Jovanović
- Jelena Karleuša
- Bernat Klein
- Darko Kostić
- Ana Kraš
- Aleksandra Lalić
- Ana Ljubinković
- Zvonko Marković
- Marijana Matthäus
- Evica Milovanov-Penezic
- Boris Nikolić
- Ivana Pilja
- Aleksandar Protić
- Ana Rajcevic
- Verica Rakocević
- Gorjana Reidel
- Ana Šekularac
- Ivana Sert
- Bata Spasojević
- George Styler

## Singapore
- Elim Chew
- Ashley Isham
- Hayden Ng
- Benny Ong
- Priscilla Shunmugam

## Slovakia
- Lubica Kucerova

## Somalia
- Iman

## Nam Phi
- Errol Arendz
- Marc Bouwer
- Gert-Johan Coetzee
- Kara Janx
- Abigail Keats
- Thebe Magugu
- Nkhensani Manganyi Nkosi
- Enhle Mbali Mlotshwa
- Palesa Mokubung
- Mpura
- Simon Rademan
- Gavin Rajah
- David Rosen
- Albertus Swanepoel
- David Tlale
- Hendrik Vermeulen

## Hàn Quốc
- André Kim
- Lie Sang-Bong
- MLMA
- Sang A Im-Propp
- Minju Kim
- Rejina Pyo
- Lea Seong
- Lee Young-hee
- Young-mi Woo

## Tây Ban Nha
- Sita Abellán
- Miguel Adrover
- Estrella Archs
- Amaya Arzuaga
- Cristóbal Balenciaga
- Maria Barros
- Armand Basi
- Elena Benarroch
- Vicky Martín Berrocal
- Elio Berhanyer
- Manolo Blahnik
- Custo Dalmau
- Adolfo Domínguez
- Tiziana Domínguez
- Ana González
- Gala Gonzalez
- Pedro del Hierro
- Ana Locking
- Pura Lopez
- Rosalía Mera
- Manuel Mota
- Sita Murt
- Lluís Juste de Nin
- Elisa Palomino
- Manuel Pertegaz
- Jesús del Pozo
- Paco Rabanne
- Ágatha Ruiz de la Prada
- Andrés Sardá Sacristán
- Felipe Varela
- Domingo Zapata

## Sri Lanka
- Nayana Karunaratne
- Ramzi Rahaman
- Ashcharya Peiris
- Ruchira Silva
- Anuradha Yahampath

## Thụy Điển
- Valerie Aflalo
- Erika Aittamaa
- Efva Attling
- Moki Cherry
- Amanda Christensen
- Malinda Damgaard
- Agneta Eckemyr
- Martis Karin Ersdotter
- Emy Fick
- Elisabeth Glantzberg
- Maja Gunn
- Yvette Hass
- Jenny Hellström
- Sighsten Herrgård
- Per Holknekt
- Ann-Sofie Johansson
- Jonny Johansson
- Katja of Sweden (Karin Hallberg)
- Filippa Knutsson
- Hanna Lindberg
- Johan Lindeberg
- Carolina Lindström
- Augusta Lundin
- Lars Nilsson
- Gunilla Pontén
- Rebecca Simonsson
- Gudrun Sjödén
- Bea Szenfeld
- Camilla Thulin
- Lars Wallin
- Lars-Åke Wilhelmsson

## Thụy Sĩ
- Marianne Alvoni
- BillyBoy*
- Keren Craig
- Egon von Fürstenberg
- Gaby Jouval
- Albert Kriemler
- Stefi Talman

## Syria
- Rami Al Ali
- Odette Barsa
- Nabil El-Nayal

## Đài Loan
- Malan Breton
- Wenlan Chia
- David Chu
- Apu Jan
- Michelle Liu
- Jolin Tsai
- Wang Chen Tsai-Hsia

## Tanzania
- Mustafa Hassanali
- Ally Rehmtullah

## Thái Lan
- Polpat Asavaprapha
- Busardi Muntarbhorn
- Tuck Muntarbhorn
- Sirivannavari Nariratana
- Thai Nguyen
- Thakoon Panichgul
- Pimdao Sukhahuta

## Togo
- Donaldson Sackey

## Trinidad và Tobago
- Anya Ayoung-Chee

## Tuynidi
- Azzedine Alaïa
- Max Azria

## Thổ Nhĩ Kỳ
- Yasemin Akat
- Bora Aksu
- Hanife Çetiner
- Ece Ege
- Dilara Fındıkoğlu
- Cem Hakko
- Cemil İpekçi
- Atıl Kutoğlu
- Rifat Ozbek
- Barbaros Şansal
- Ece Sükan
- Nur Yerlitaş

## Uganda
- Titus Brian Ahumuza
- Santa Anzo
- Stella Atal
- Anita Beryl
- Abbas Kaijuka
- Housen Mushema
- Suzan Mutesi
- Sylvia Owori
- Rubanda-Mayonza

## Ukraina
- Maryna Asauliuk
- Lubov Azria
- Irina Belotelkin
- Victoria Gres
- Vita Kin
- Anna Kolomoiets
- Ekaterina Kukhareva
- Nadia Meiher
- Sonya Monina
- Serhii and Oleg Petrov
- Yuliya Polishchuk
- Tetyana Ramus
- Vladymyr Podolyan
- Mikhail Voronin
- Natasha Zinko
- Mariya Milovidova

## CTVQ Ả Rập Thống nhất
- Tamara Al-Gabbani
- Rahil Hesan
- Khalid bin Sultan Al Qasimi
- Mona al Mansouri

## Vương quốc Anh

### Anh

#### A-C
- Walé Adeyemi
- Alex da Kid
- Charlie Allen
- Hardy Amies
- Alexander Amosu
- Jonathan Anderson
- Murray Arbeid
- Gary Aspden
- Jacques Azagury
- Christopher Bailey
- Jon Baker
- Maureen Baker
- William Baker
- Sheridan Barnett
- Neil Barrett
- Luella Bartley
- John Bates
- Victoria Beckham
- Ruqsana Begum
- Mary Ann Bell
- Beatrice Bellini
- Linda Bennett
- Judy Bentinck
- Antonio Berardi
- Sara Berman
- Mary Bettans
- Celia Birtwell
- Ozwald Boateng
- David Bond
- Lauren Bowker
- Moya Bowler
- Carlo Brandelli
- Christopher Brooke
- Felicity Brown
- Sheilagh Brown
- Thomas Burberry
- Sarah Burton
- Serena Bute
- Kiki Byrne
- Nigel Cabourn
- Antonia Campbell-Hughes
- Nichole de Carle
- Jane Carr
- Robert Cary-Williams
- Charlie Casely-Hayford
- Joe Casely-Hayford
- Caroline Castigliano
- Richard Cawley
- Elspeth Champcommunal
- Georgina Chapman
- Caroline Charles
- Sandra Choi
- Alexa Chung
- Lindka Cierach
- Julia Clancey
- Ossie Clark
- Gordon Luke Clarke
- Catherine Clavering
- Suzanne Clements
- Sue Clowes
- Jasper Conran
- Susannah Constantine
- Maximillion Cooper
- Paul Compitus
- Joseph Corré
- Cher Coulter
- Carolyn Cowan
- Charles Creed
- Scott Crolla
- Neisha Crosland

#### D-I
- Wendy Dagworthy
- Helen David
- George Davies
- Kyle De'Volle
- Giles Deacon
- Deborah & Clare
- Cara Delevingne
- Valerie Desmore
- Simon Doonan
- Lou Dalton
- Eddy Downpatrick
- Keanan Duffty
- Petra Ecclestone
- Victor Edelstein
- Warren Edwards
- Gail Elliott
- Elizabeth Emanuel
- Phoebe English
- Matilda Etches
- Chris Eubank
- Clive Evans
- Maxime de la Falaise
- Loulou de la Falaise
- Amal Fashanu
- Afshin Feiz
- Gifi Fields
- Michael Fish
- John Flett
- Marion Foale
- Tan France
- Graham Fraser
- Gina Fratini
- Frederick Freed
- Bella Freud
- Andrea Galer
- John Galliano
- Kimberley Garner
- Bay Garnett
- Elspeth Gibson
- Tom Gilbey
- Darla Jane Gilroy
- Molly Goddard
- Georgina Godley
- Robert Godley
- Peter Golding
- Oliver Goldsmith
- Paul Gorman
- Maria Grachvogel
- Craig Green
- Andrew Groves
- Herta Groves
- Lulu Guinness
- Jeremy Hackett
- Malcolm Hall
- Olivia von Halle
- Katharine Hamnett
- Elizabeth Handley-Seymour
- Georgia Hardinge
- Norman Hartnell
- Ade Hassan
- Terry de Havilland
- Doug Hayward
- Wayne Hemingway
- Scott Henshall
- Jayne Hepsibah
- Katie Hillier
- Bobby Hillson
- Anya Hindmarch
- Jennifer Hocking
- David Holah
- James Holder
- Henry Holland
- Jade Holland Cooper
- Simon Holloway
- Emma Hope
- Aisleyne Horgan-Wallace
- Judy Hornby
- Margaret Howell
- Sophie Hulme
- John Michael Ingram
- Janey Ironside

#### J-O
- Betty Jackson
- Charles James
- Richard James
- James Jebbia
- Richard Jewels
- Anna Jewsbury
- Kim Jones
- Stephen Jones
- Zoe Jordan
- Mary Katrantzou
- Clare Waight Keller
- Angela Kelly
- Sara Kelly
- Lulu Kennedy
- Kate Ker-Lane
- Cath Kidston
- Nicholas Kirkwood
- Sophia Kokosalaki
- Ann Margaret Lanchester
- Ricki Noel Lander
- Karolina Laskowska
- Derek Lawlor
- Kate Lechmere
- Daniel Lee
- Supriya Lele
- Tanya Ling
- Dua Lipa
- Ben de Lisi
- Daniel Lismore
- Angus Lloyd
- Pearl Lowe
- Otto Lucas
- Lucile
- Rupert Lycett Green
- M.I.A (Maya Arulpragasam)
- Gerald McCann
- Stella McCartney
- Christopher McDonnell
- Flora McLean
- Alexander McQueen
- Claire Malcolm
- Edward Mann
- Hannah Marshall
- Giuseppe Gustavo 'Jo' Mattli
- Nasir Mazhar
- Edward Meadham
- Tamara Mellon
- Nadine Merabi
- Douglas Millings
- Deborah Milner
- Johnny Moke
- Edward Molyneux
- Marvin Morgan
- Bianca Mosca
- Kate Moss
- Catherine Murray di Montezemolo
- Carri Munden
- Trevor Myles
- Christopher Nemeth
- Ada Nettleship
- Stella Mary Newton
- Richard Nicoll
- Richard Nott
- Sonja Nuttall
- Bruce Oldfield
- Charlotte Olympia
- Beatrix Ong
- Kelly Osbourne

#### P-S
- Jenny Packham
- Stewart Parvin
- Melissa Percy
- Gladys Emma Peto
- Arabella Pollen
- Alice Pollock
- Thea Porter
- Mark Powell
- Nigel Preston
- Antony Price
- Harvey Proctor
- Gareth Pugh
- Mary Quant
- Richard Quinn
- Christopher Raeburn
- Michael Rainey
- Edward Rayne
- Catherine Rayner
- John Redfern
- John Reed-Crawford
- Janet Reger
- Kate Reily
- Bernard Rhodes
- Zandra Rhodes
- John Richmond
- Bunny Roger
- Jeffrey Rogers
- Edina Ronay
- Charlotte Ronson
- Martine Rose
- Peter Russell
- Philip Sallon
- Samata
- David Sassoon
- Janie Schaffer
- Christopher Shannon
- Michael Sherard
- David Shilling
- Tabitha Simmons
- Graham Smith
- Justin Smith
- Paul Smith
- Richard Smith
- Philip Somerville
- Simon Spurr
- Claire Stansfield
- Tomasz Starzewski
- Victor Stiebel
- Stevie Stewart
- Stuart Stockdale
- Joanne Stoker
- Helen Storey
- Henri Strzelecki
- Ian Stuart
- Petra Stunt
- Dan Sullivan
- Paul Surridge
- John Sutcliffe
- Oliver Sykes

#### T-Z
- Lucy Tammam
- Alice Temperley
- William Tempest
- Karl Templer
- Ian Thomas
- Teddy Tinling
- Karen Townshend
- Dolly Tree
- Rachel Trevor-Morgan
- Sally Tuffin
- Twiggy
- Patricia Underwood
- Julie Verhoeven
- Stuart Vevers
- Diana Vickers
- Grace Wales Bonner
- Catherine Walker
- Magnus Walker
- Amanda Wakeley
- Marie Wallin
- Tilly Walnes
- Gok Wan
- Sophia Webster
- James Wedge
- Hannah Weiland
- Peter Werth
- Kim West
- Vivienne Westwood
- Ashley Williams
- Stephen Williams
- Matthew Williamson
- Louise Wilson
- Trinny Woodall
- Aida Woolf
- Charles Frederick Worth
- Rhoda Wyburn
- Esme Young
- Ada Zanditon

### Scotland
- John Boyd
- Serena Bute
- William Chambers
- Philip Colbert
- Holly Fulton
- Bill Gibb
- Patrick Grant
- Charles Jeffrey
- Pam Hogg
- Christopher Kane
- Michelle Mone
- Jean Muir
- Eunice Olumide
- Ronald Paterson
- Ray Petri
- Jonathan Saunders
- John Stephen
- Douglas Stuart
- Stuart Trevor

### Xứ Wales
- Laura Ashley
- Jeff Banks
- Mark Eley
- David Emanuel
- Timothy Everest
- Kate Lambert
- Julien Macdonald
- Nina Morgan-Jones
- Tommy Nutter
- Jayne Pierson

## Hoa Kỳ

### 0-A
- 50 Cent
- Robert Abajian
- Osceola Macarthy Adams
- Adolfo
- Adri
- Adrian
- Joseph Abboud
- Virgil Abloh
- Paul Abrahamian
- Ray Aghayan
- Yoon Ahn
- Jackie Aina
- Steven Alan
- Larry Aldrich
- Lois K. Alexander Lane
- Jason Alkire
- June Ambrose
- Cindy Ambuehl
- Marcus Amerman
- Mike Amiri
- Kaylin Andres
- Paul Andrew
- Spencer Antle
- Loren Aragon
- Asspizza
- Lorencita Atencio
- Bill Atkinson
- Brian Atwood
- Pegah Anvarian
- Bonnie August
- Kevin Aviance
- Jacqueline Ayer

### B
- Mark Badgley
- Xenobia Bailey
- Louella Ballerino
- Jeffrey Banks
- Travis Banton
- A$AP Bari
- Jhane Barnes
- Robin Barnes
- Tuesday Bassen
- Michael Bastian
- Suede Baum
- Kathrine Baumann
- Jen Beeman
- Geoffrey Beene
- Bill Belew
- Hunter Bell
- Salehe Bembury
- Zaida Ben-Yusuf
- Henri Willis Bendel
- Stacey Bendet
- Fira Benenson
- Laura Bennett
- Susan Bennis
- Fonzworth Bentley
- Chris Benz
- Robyn Berkley
- JoAnn Berman
- Danielle Bernstein
- Drew Bernstein
- James Pasqual Bettio
- Jonas Bevacqua
- Christopher Bevans
- Beyoncé
- Jeanne Bice
- Ashley Biden
- Stanley Blacker
- Hazel Rodney Blackman
- Richard Blackwell
- Bob Bland
- Bill Blass
- Mildred Blount
- Stevie Boi
- Krayzie Bone
- Ann Bonfoey Taylor
- Waraire Boswell
- Tony Bowls
- Barbara Bradley Baekgaard
- Rosemary Brantley
- Tom Brigance
- Dianne Brill
- Helen Brockman
- Bonnie Broel
- Donald Brooks
- Thom Browne
- Sabrina Bryan
- Dana Buchman
- Sophie Buhai
- Georgia Bullock Lloyd
- Tory Burch
- Kenny Burns
- Stephen Burrows
- Jon Buscemi
- Lauren Bush
- Ebenezer Butterick
- Austin Butts
- Amanda Bynes

### C
- Don C
- Jean Cacicedo
- Lillian Cahn
- Miles Cahn
- Joan Calabrese
- Sarah Calhoun
- Eva Camacho-Sánchez
- Jeanne S. Campbell
- Carlos Campos
- Vince Camuto
- Joselyn Cano
- Ruth Sacks Caplin
- Albert Capraro
- Alex Carleton
- Jack Carlson
- Hattie Carnegie
- Elizabeth Carpenter
- Kelly Carrington
- Bonnie Cashin
- Cecilia Cassini
- Oleg Cassini
- Kristin Cavallari
- Sal Cesarani
- Richard Chai
- Julie Chaiken
- Angela Chan
- Angel Chang
- Alabama Chanin
- Kip Chapelle
- Ceil Chapman
- Juli Lynne Charlot
- Arielle Charnas
- Willy Chavarria
- Monika Chiang
- Margaret Cho
- Andrew Christian
- Matthew Christopher
- Doo-Ri Chung
- Susan Cianciolo
- Liz Claiborne
- Claw Money
- Telfar Clemens
- James Clifford
- Susie Coelho
- Nudie Cohn
- Kenneth Cole
- Liz Collins
- Sean Combs
- Dennis Comeau
- Rachel Comey
- Cristi Conaway
- Lauren Conrad
- Mandy Coon
- Jo Copeland
- Calleen Cordero
- Dorian Corey
- Victor Costa
- Michael Costello
- Jeffrey Costello
- Fannie Criss
- Caresse Crosby
- Kein Cross
- Candice Cuoco

### D-F
- Caroline D'Amore
- Lilly Daché
- Laura Dahl
- Phoebe Dahl
- Eric Daman
- Chloe Dao
- Betty David
- Karl Davis
- Rob Davis
- Vicky Davis
- Daniel Day
- Marisol Deluna
- Ellen Louise Demorest
- Jane Derby
- Lyn Devon
- Diana Dew
- Scott Disick
- Kristen Doute
- Rehn Dudukgian
- Haylie Duff
- Hilary Duff
- Charlie Dunn
- Alison Eastwood
- Mike Eckhaus
- Marc Ecko
- Alan Eckstein
- Melody Ehsani
- Florence Eiseman
- Lauren Elaine
- Perry Ellis
- Ella Emhoff
- Diana Eng
- Kataluna Enriquez
- Bonnie Erickson
- Patrik Ervell
- George Esquivel
- Luis Estevez
- Charles Evans
- Lou Eyrich
- Baron Von Fancy
- Beatrice Farnham
- Kaffe Fassett
- Natalia Fedner
- Beverly Feldman
- Randy Fenoli
- Douglas Ferguson
- Abi Ferrin
- Erin Fetherston
- Andrew Fezza
- Lupe Fiasco
- Patricia Field
- Phyllis Fife
- Jimmie Carole Fife Stewart
- Sandy Fife Wilson
- Ron Finley
- Renée Firestone
- Eileen Fisher
- Edith Flagg
- Alan Flusser
- Anne Fogarty
- Edith Foltz
- Cliff Fong
- Mia Fonssagrives-Solow
- Tom Ford
- Roger Forsythe
- Daniel Franco
- Paul Frank
- Diane von Fürstenberg
- Talita von Fürstenberg

### G-H
- James Galanos
- Katie Gallagher
- Jeff Garner
- Eric Gaskins
- Kaia Gerber
- Natali Germanotta
- Rudi Gernreich
- August Getty
- Nats Getty
- Mossimo Giannulli
- Kayne Gillaspie
- Diane Gilman
- Sophie Gimbel
- Jared Gold
- Kimberly Goldson
- Lori Goldstein
- Selena Gomez
- Wes Gordon
- Jenny Gordy
- Gary Graham
- Gogo Graham
- Dorothy Grant
- Sandra Gray
- Howard Greer
- Henry Grethel
- Odessa Warren Grey
- Lynda Grose
- Shoshanna Lonstein Gruss
- Sergio Guadarrama
- Mondo Guerra
- Prabal Gurung
- Julia Haart
- Cassidy Haley
- Kevan Hall
- George Halley
- Halston
- Peggy Hamilton
- Tim Hamilton
- Mary Alice Haney
- Antthony Mark Hankins
- Susie Schmitt Hanson
- Donwan Harrell
- Marcy Harriell
- Lorene Harrison
- Johnson Hartig
- Tinker Hatfield
- Christina Hattler
- Julie Haus
- Elizabeth Hawes
- Jesse Hawley
- Christina Hattler
- Batsheva Hay
- Edith Head
- Oliver Helden
- Seth Aaron Henderson
- Kimberly Hendrix
- Eta Hentz
- Gregory Herman
- Stan Herman
- Mila Hermanovski
- Lazaro Hernandez
- Tommy Hilfiger
- Anne T. Hill
- Sherri Hill
- Nicky Hilton Rothschild
- Lena Himmelstein
- Susan Holmes
- Joe Allen Hong
- Jacob H. Horwitz
- Ola Hudson
- Keith Hufnagel
- Merry Hull
- Misa Hylton

### I-K
- Stacy Igel
- Jenn Im
- Indashio
- Irene (Irene Lentz)
- Connor Ives
- Dee and Ricky Jackson
- Janet Jackson
- Marc Jacobs
- Eli James
- Sidney Janis
- Kerby Jean-Raymond
- jeffstaple
- Kendall Jenner
- Kylie Jenner
- Jermikko
- Elisa Jimenez
- Daymond John
- John P. John (Mr John)
- Kevin Johnn
- Coco Johnsen
- Betsey Johnson
- Teri Jon
- Gretchen Jones
- Kidada Jones
- Lauren Jones
- Victor Joris
- Margaret Josephs
- Christian Joy
- Alexander Julian
- Jessica Jung
- Nik Kacy
- Bill Kaiserman
- Robert Kalloch
- Norma Kamali
- Karen Kane
- Karl Kani
- Jen Kao
- Emily Kappes
- Edmund Kara
- Donna Karan
- Kim Kardashian
- Khloé Kardashian
- Kourtney Kardashian
- Herbert Kasper
- Ali Kay
- Elizabeth Keckley
- Rod Keenan
- Clinton Kelly
- Patrick Kelly
- Kathy Kemp
- Dorit Kemsley
- Omar Kiam
- Christina Kim
- Elaine Kim
- Eugenia Kim
- Alan King
- Ben King
- Muriel King
- Joy Kingston
- Alexis Kirk
- Katiti Kironde
- Audrey Kitching
- Charles Kleibacker
- Anne Klein
- Calvin Klein
- John Kloss
- Mychael Knight
- Eric de Kolb
- Jonathan Koon
- Solange Knowles
- Tina Knowles
- Ronny Kobo
- Michael Kors
- Reed Krakoff
- Carson Kressley
- Michael Kuluva

### L
- Pepper LaBeija
- Michelle Laine
- Derek Lam
- Brianna Lance
- Kenneth Jay Lane
- Liz Lange
- Kara Laricks
- Raun Larose
- Byron Lars
- Zoe Latta
- Ralph Lauren
- Nicole M. LeBlanc
- Heidi Lee
- Helen Lee
- Suzanne Lee
- Larry LeGaspi
- Judith Leiber
- Humberto Leon
- Nanette Lepore
- Tina Leser
- Maurice Levin
- Asher Levine
- Beth Levine
- Larry Levine
- Matt Levine
- Monica Lewinsky
- Monah Li
- Sandy Liang
- Brian Lichtenberg
- Andrea Lieberman
- Lil Debbie
- Carol Lim
- Phillip Lim
- Adam Lippes
- Col. Littleton
- Yohanna Logan
- Gene London
- Don Loper
- Jennifer Lopez
- Oscar G. Lopez
- Jerry Lorenzo
- Bobby Love
- Ron LoVece
- Ann Lowe
- Chloe Lukasiak
- Parke Lutter
- Jenna Lyons

### M
- Jack Mackenroth
- Bob Mackie
- Steve Madden
- Leigh Magar
- Edith Mahier
- Mainbocher (Main Bocher)
- Loza Maléombho
- John Malkovich
- Adrienne Maloof
- Taryn Manning
- Margaret Manny
- Rooney Mara
- Mary Jane Marcasiano
- Chris March
- Marjorie Bear Don't Walk
- Lana Marks
- Luba Marks
- Paul Marlow
- Deborah Marquit
- Leanne Marshall
- Kelli Martin
- Sid Mashburn
- Manny Mashouf
- Saul Maslavi
- Brandon Maxwell
- Vera Maxwell
- Claire McCardell
- Jay McCarroll
- Shon McCarthy
- Becca McCharen-Tran
- Jessica McClintock
- Jack McCollough
- LisaRaye McCoy
- Reyn McCullough
- Bradon McDonald
- Mary McFadden
- Arthur McGee
- Hogan McLaughlin
- Mark McNairy
- Leah McSweeney
- Nancy Melcher
- Raul Melgoza
- Rosie Mercado
- Ashton Michael
- Keith Michael
- Draya Michele
- Michael Michele
- David Meister
- Kaila Methven
- Emily Miles
- Sally Milgrim
- Annie Jenness Miller
- Nicole Miller
- Nolan Miller
- Romeo Miller
- Rosemary Reed Miller
- Savannah Miller
- Sienna Miller
- James Mischka
- Isaac Mizrahi
- Bibhu Mohapatra
- Germaine Monteil
- Marjorie Montgomery
- Heidi Montag
- Vincent Monte-Sano
- Diego Montoya
- Ardina Moore
- Mandy Moore
- Mark Mooring
- Sonja Morgan
- Leslie Morris
- Rose Mortem
- Minnie Mortimer
- Tinsley Mortimer
- Rebecca Moses
- Lauren Moshi
- Tereneh Mosley
- Bethany Mota
- Mario Moya
- Ibtihaj Muhammad
- Peter Mui
- Kate and Laura Mulleavy
- Malini Murjani
- Anthony Muto
- Paige Mycoskie
- Josephine Myers-Wapp
- Morton Myles

### N-Q
- Nas
- Gela Nash-Taylor
- Josie Natori
- Tracy Negoshian
- Lloyd Kiva New
- Bernard Newman
- Albert Nipon
- Vanessa Noel
- Ralph Lauren
- Charles Nolan
- Peggy Noland
- Misha Nonoo
- Norman Norell
- Maggie Norris
- Ryan Jude Novelline
- Bobbie Nudie
- Aubrey O'Day
- Melissa Odabash
- Dee Ocleppo
- Jamie Okuma
- Todd Oldham
- Shayne Oliver
- Ashley Olsen
- Mary-Kate Olsen
- Orry-Kelly
- Virgil Ortiz
- Mel Ottenberg
- Jennifer Ouellette
- Kimberly Ovitz
- Rick Owens
- Marialia Pacitto
- Olivia Palermo
- Gladys Parker
- Molly Parnis
- Russell Patterson
- DJ Paul
- Laura Pearson
- Sylvia Pedlar
- Maya Penn
- Wendy Pepper
- Claire Pettibone
- Amanda Phelan
- Elizabeth Phelps
- Mary Phelps Jacob
- Sarah Phillips
- Henriette Simon Picker
- Pictureplane
- Mary Ping
- Maria Pinto
- Babette Pinsky
- Andrea Pitter
- Mimi Plange
- Cecile Platovsky
- Wendy Ponca
- Lawren Pope
- Whitney Port
- Zac Posen
- Clare Potter
- Heron Preston
- Cristiana Proietti
- Prudence
- J. Morgan Puett
- Lilly Pulitzer

### R
- Max Raab
- Tala Raassi
- Randi Rahm
- Traver Rains
- Natacha Rambova
- David Rappaport
- Rasheeda
- Emily Grace Reaves
- Harris Reed
- Nell Donnelly Reed
- Wendi Reed
- Tracy Reese
- Billy Reid
- Rose Marie Reid
- Ben Reig
- Oscar de la Renta
- Edith Reuss
- Jessica Rey
- Donna Ricco
- Santino Rice
- Jessica Rich
- Richie Rich
- Lisa Rinna
- Larry Roberts Salters
- Bill Robinson
- Craig Robinson
- Patrick Robinson
- Narciso Rodriguez
- Ariana Rockefeller
- Carolyne Roehm
- Ciera Rogers
- Ruth Rogers-Altmann
- Alice Roi
- Pamella Roland
- William Rondina
- Helen Rose
- Lela Rose
- Daniel Roseberry
- Eva Rosencrans
- Steven Rosengard
- Nettie Rosenstein
- Christian Francis Roth
- Franklin Rowe
- Cynthia Rowley
- Rachel Roy
- Sonja Rubin
- Ralph Rucci
- Clovis Ruffin
- Mirela Rupic
- Marty Ruza

### S
- Marie St John
- Hailie Sahar
- Cynthia Sakai
- Sandra Sakata
- Fernando Sánchez
- Giorgio di Sant' Angelo
- Carolina Santo Domingo
- Behnaz Sarafpour
- Ferdinando Sarmi
- Kara Saun
- Michele Savino
- Austin Scarlett
- Werner G. Scharff
- Mindy Scheier
- Nicole Scherzinger
- Michael Schmidt
- Carolyn Schnurer
- Caroline Zoe Schumm
- Jeremy Scott
- L'Wren Scott
- Veronica Scott
- Jeffrey Sebelia
- Selena
- Wray Serna
- Chloë Sevigny
- Ronaldus Shamask
- Geraldine M. Sherman
- Eileen Shields
- Jasmin Shokrian
- Darcey Silva
- Dexter Simmons
- Diggy Simmons
- Kimora Lee Simmons
- Russell Simmons
- Fabrice Simon
- Adele Simpson
- Jessica Simpson
- Rubin Singer
- Christian Siriano
- Nikki Sixx
- Elena Slivnyak
- Bill Smith
- LaQuan Smith
- Michelle Smith
- Willi Smith
- Todd Snyder
- Mimi So
- Peter Som
- Aimee Song
- Luke Song
- Andre Soriano
- Emilio Sosa
- Soulja Boy
- Kate Spade
- Peter Speliopoulos
- Robert L. Spencer
- Mary Lou Spiess
- Ruth Spooner
- Stephen Sprouse
- Jeffree Star
- George Stavropoulos
- Frances Stein
- Gwen Stefani
- Scott Steinberg
- Francesca Sterlacci
- Josie Stevens
- Ellen Stewart
- Johan Ludwig Stifel
- Steven Stolman
- Kate Stoltz
- Elena Stonaker
- Christopher Straub
- Jill Stuart
- Shawn Stussy
- Tara Subkoff
- Anna Sui
- Ivy Supersonic
- Charles Suppon
- Swizz Beatz

### T-V
- Wesley Tann
- Isa Tapia
- Amir Taghi
- Robert Tagliapietra
- Gustave Tassell
- Tila Tequila
- Tere Tereba
- Thea Tewi
- Barbara Tfank
- Ouigi Theodore
- threeasfour
- Stephanie Thomas
- Todd Thomas
- Azalea Thorpe
- Vicky Tiel
- Monika Tilley
- Susie Tompkins Buell
- Robert Tonner
- Marina Toybina
- Pauline Trigère
- Van Day Truex
- Ivanka Trump
- Elaine Turner
- Jessie Franklin Turner
- Maurice Tumarkin
- David Tutera
- Tyler, The Creator
- Kay Unger
- Zelda Wynn Valdes
- Valentina
- Alvin Valley
- Carmen Marc Valvo
- Theadora Van Runkle
- Gloria Vanderbilt
- John Varvatos
- Joan Vass
- Elena Velez
- Mike Vensel
- Gia Ventola
- Louis Verdad
- Nick Verreos
- Sally Victor
- Miranda Vidak
- Adrienne Vittadini
- Clare Vivier
- Michaele Vollbracht
- Voris
- Daniel Vosovic

### W-Z
- Alexander Wang
- Vera Wang
- Jahleel Weaver
- Jimmy Webb
- Marissa Webb
- Clayton and Flavie Webster
- Timo Weiland
- Chester Weinberg
- Heidi Weisel
- John Weitz
- Stuart Weitzman
- Clare West
- Kanye West
- Stephen West
- Vera West
- Margaret Roach Wheeler
- Delina White
- Carol Hannah Whitfield
- Jazmin Whitley
- Bill Frank Whitten
- Emily Wilkens
- Jeffrey Williams
- Matthew Williams
- Pharrell Williams
- Vanessa Williams
- Kevin Willis
- Eva Danielle Wittels
- Sherry Wolf
- Kaisik Wong
- Sue Wong
- Margaret Wood
- Nick Wooster
- Sydney Wragge
- Jaime Xie
- Luly Yang
- Bethany Yellowtail
- Yeohlee
- Molly Yestadt
- Sean Yseult
- Jean Yu
- Jay Z
- Zaldy
- Karen Zambos
- Zane One
- Diva Zappa
- Zarah
- Paul Zastupnevich
- Rachel Zoe
- Zoran
- Mark Zunino

## Uruguay
- Gabriela Hearst

## Venezuela
- Nicolas Felizola
- Carolina Herrera
- Ángel Sánchez

## Việt Nam và hải ngoại
- Thuy Diep
- Tôn Hiếu Anh
- Đặng Thị Minh Hạnh
- Đinh Trường Tùng
- Vũ Ngọc Tú
- Công Trí
- Đỗ Mạnh Cường
- Nhật Dũng
- Lý Quí Khánh

## Zaire
- Odette Krempin
- Adama Ndiaye

## Zimbabwe
- Liam Fahy